# TTL 7426

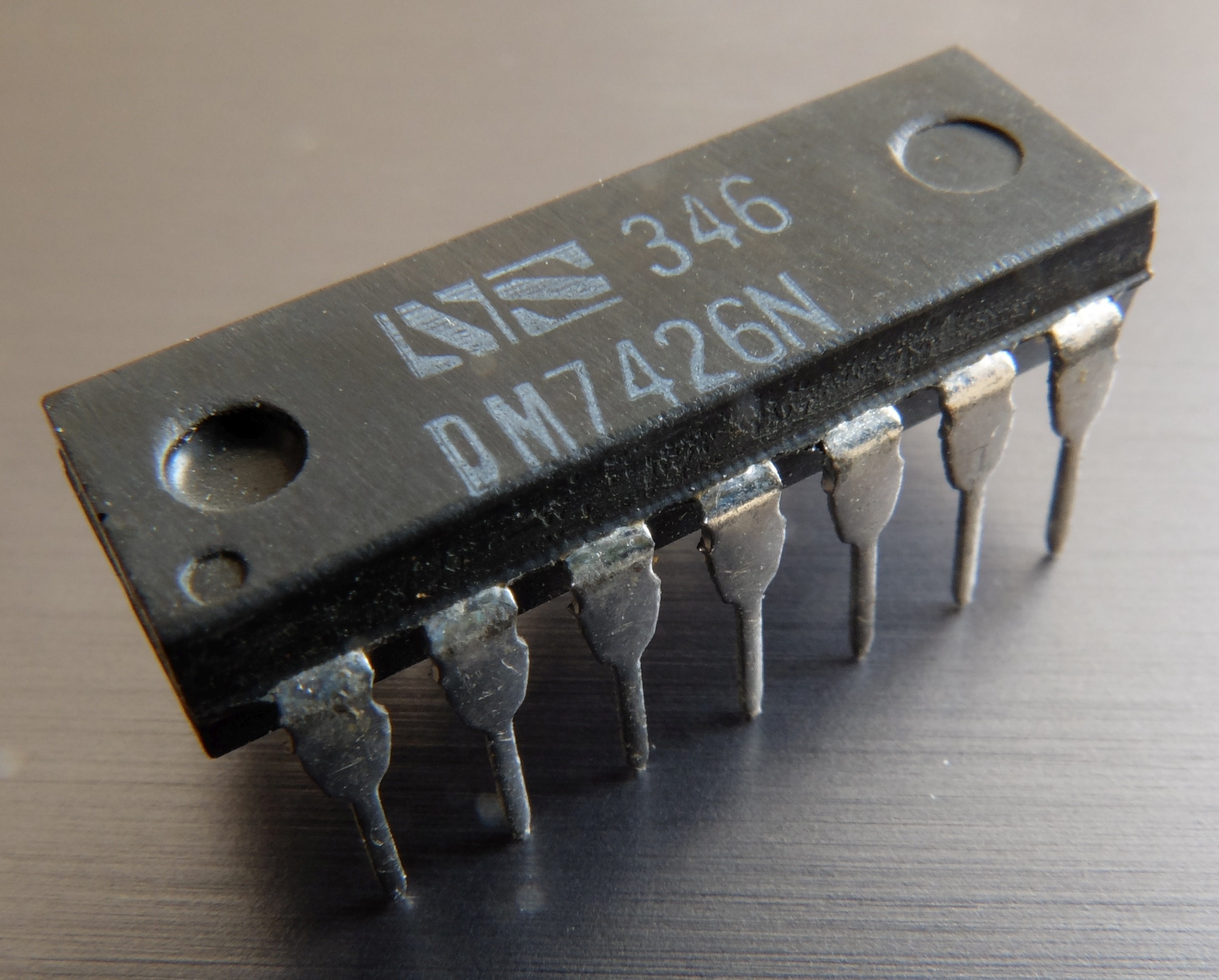
Circuito integrado DM7426N da National Semiconductor

O circuito TTL 7426 é um dispositivo TTL encapsulado em um invólucro DIP de 14 pinos que contém quatro portas NAND de duas entradas com saídas de 15 V em coletor aberto.
O dispositivo foi projetado para interfacear circuitos MOS de baixa voltagem e outros sistemas de 12 V.

## Tabela-verdade
{\displaystyle /Y={\overline {AB}}}
| A (entrada) | B (entrada) | /Y (saída) |
| ----------- | ----------- | ---------- |
| L           | L           | Z          |
| L           | H           | Z          |
| H           | L           | Z          |
| H           | H           | L          |

H (nível lógico alto)
L (nível lógico baixo)